# Ramelton
Ramelton (iriska: Ráth Mealtain, engelska: Rathmelton) är en ort i republiken Irland.   Den ligger i grevskapet County Donegal och provinsen Ulster, i den norra delen av landet, 210 km norr om huvudstaden Dublin. Ramelton ligger 11 meter över havet och antalet invånare är 1 212.
Terrängen runt Ramelton är platt söderut, men norrut är den kuperad. Havet är nära Ramelton åt nordost.Runt Ramelton är det ganska glesbefolkat, med 23 invånare per kvadratkilometer. Närmaste större samhälle är Letterkenny, 11,0 km sydväst om Ramelton. Trakten runt Ramelton består i huvudsak av gräsmarker.